# شهرستان سووتسکو-گاوانسکی
شهرستان سووتسکو-گاوانسکی (به لاتین: Sovetsko-Gavansky District) یک شهرستان در روسیه است که در سرزمین خاباروفسک واقع شده‌است.